# Ampelopsis tomentosa
Ampelopsis tomentosa là một loài thực vật hai lá mầm trong họ Nho. Loài này được Planch. ex Franch. miêu tả khoa học đầu tiên năm 1886.